# Yours Truly
„Yours Truly“ е дебютният студиен албум на американската певица Ариана Гранде. Албумът е издаден на 30 август 2013 от Republic Records.
Албумът е дебютирал под номер 1 в класацията за албуми на американското списание Билборд, правейки Гранде една от единствените две певици, които са приземили първия си албум под номер 1 това десетилетие.
От албума са издадени 3 сингъла: The Way, Baby I и Right There.

## Списък с песните

### Оригинален траклист
1. „Honeymoon Avenue“
2. „Baby I“
3. „Right There“ (с Биг Шон)
4. „Tattooed Heart“
5. „Lovin' It“
6. „Piano“
7. „Daydreamin'“
8. „The Way“ (с Мак Милър)
9. „You'll Never Know“
10. „Almost Is Never Enough“ (с Нейтън Сайкс)
11. „Popular Song“ (Мика и Ариана Гранде)
12. „Better Left Unsaid“

### iTunes Store издание
1. „The Way“ (испанска версия) (с Мак Милър)

### Латиноамериканско издание
1. „The Way“ (испанска версия) (с Джей Балвин)

### Японско издание
1. „The Way“ (с Мак Милър) (JdB радио редактиран)
2. „Baby I“ (Cosmic Dawn радио редактиран)
3. „Right There“ (с Биг Шон) (7th Heaven радио редактиран)

### Японско делукс издание (DVD)
1. „The Way“ (видеоклип) (с Мак Милър)
2. „Baby I“ (видеоклип)
3. „Японско ексклузивно интервю“